# Orthosia rufogrisea
Orthosia rufogrisea là một loài bướm đêm trong họ Noctuidae.